# Aglaoschema collorata
Aglaoschema collorata är en skalbaggsart som först beskrevs av Dilma Solange Napp 1993.  Aglaoschema collorata ingår i släktet Aglaoschema och familjen långhorningar. Inga underarter finns listade i Catalogue of Life.